# Rally Albena – Zlatni Piassatzi – Sliven 1983
Rajd Bułgarii 1983 (14. Rally Albena – Zlatni Piassatzi – Sliven) – 14. edycja rajdu samochodowego Rajd Bułgarii rozgrywanego w Bułgarii. Rozgrywany był od 7 do 9 maja 1983 roku. Była to piętnasta runda Rajdowych Mistrzostw Europy w roku 1983 (rajd miał najwyższy współczynnik – 4), trzecia runda Rajdowego Pucharu Pokoju i Przyjaźni w roku 1983 oraz druga runda Rajdowych mistrzostw Bułgarii.

## Klasyfikacja rajdu
| Miejsce                      | Kierowca                     | Pilot                        | Samochód                     | Czas                         | Strata                       |                              |
| Klasyfikacja generalna i ERC | Klasyfikacja generalna i ERC | Klasyfikacja generalna i ERC | Klasyfikacja generalna i ERC | Klasyfikacja generalna i ERC | Klasyfikacja generalna i ERC | Klasyfikacja generalna i ERC |
| ---------------------------- | ---------------------------- | ---------------------------- | ---------------------------- | ---------------------------- | ---------------------------- | ---------------------------- |
| 1.                           | Antonio Zanini               | Sánchez Pedro García         | Talbot Sunbeam Lotus         | 5:32:50                      | 0.0                          |                              |
| 2.                           | Attila Ferjáncz              | János Tandari                | Renault 5 Turbo              | 5:37:09                      | +4:19                        |                              |
| 3.                           | Ilia Chubrikov               | Plamen Chubrikov             | Renault 5 Turbo              | 5:49:21                      | +16:31                       |                              |
| 4.                           | Radoslav Petkov              | Nikolay Monchev              | Porsche 911 SC               | 5:51:11                      | +18:21                       |                              |
| 5.                           | Marian Bublewicz             | Marek Pawłowski              | FSO Polonez 2000             | 5:55:55                      | +23:05                       |                              |
| 6.                           | Georgi Petrov                | Ivan Tonev                   | Renault 5 Alpine             | 6:04:30                      | +31:40                       |                              |
| 7.                           | Slavcho Hristov              | Stoyan Radev                 | Lada VAZ 21011               | 6:16:14                      | +43:24                       |                              |
| 8.                           | Ivan Donchev                 | Dragia Dragulev              | Lada VAZ 21011               | 6:18:07                      | +45:17                       |                              |
| 9.                           | Todor Nedialkov              | Atanas Yordanov              | Lada VAZ 21011               | 6:20:03                      | +47:13                       |                              |
| 10.                          | Stoyan Kolev                 | Boyko Ignatov                | Renault 5 Alpine             | 6:20:29                      | +47:39                       |                              |
| Klasyfikacja CoPaF           |                              |                              |                              |                              |                              |                              |
| 1.                           | Marian Bublewicz             | Marek Pawłowski              | FSO Polonez 2000             | 5:55:55                      | 0.00                         |                              |
| 2.                           | Georgi Petrov                | Ivan Tonev                   | Renault 5 Alpine             | 6:04:30                      | +8:35                        |                              |
| 3.                           | Slavcho Hristov              | Stoyan Radev                 | Lada VAZ 21011               | 6:16:14                      | +20:19                       |                              |
| 4.                           | Ivan Donchev                 | Dragia Dragulev              | Lada VAZ 21011               | 6:18:07                      | +22:12                       |                              |
| 5.                           | Todor Nedialkov              | Atanas Yordanov              | Lada VAZ 21011               | 6:20:03                      | +24:08                       |                              |
| 6.                           | Stoyan Kolev                 | Boyko Ignatov                | Renault 5 Alpine             | 6:20:29                      | +24:34                       |                              |